# یون بوگ
یون بوگ (رومانیایی: Ion Bog؛ زاده ۱۶ سپتامبر ۱۹۴۲ – ۲۱ ژانویهٔ ۱۹۷۶) بازیگر اهل رومانی بود.
از فیلم‌ها یا مجموعه‌های تلویزیونی که وی در آن‌ها نقش داشته است، می‌توان به بادبان‌های برافراشته و آخرین فشنگ اشاره نمود.